# 安邑県 (塩湖区)
安邑県（あんゆう-けん）は中華人民共和国山西省にかつて存在した県。
南北朝時代、北魏により安邑県を分割して設置された南安邑県を前身とする。隋代になると安邑県と改称された。
1958年、解虞県、臨猗県、永済県と統合され運城県に統合され消滅した。